# Badminton bei den Juegos Deportivos Nacionales de Colombia 2015
Badminton wurde bei den Juegos Deportivos Nacionales de Colombia vom 15. bis zum 17. November 2015 in Melgar in fünf Disziplinen gespielt.

## Medaillengewinner
| Disziplin                   | Gold                                                   | Silber                                                   | Bronze                                              |
| --------------------------- | ------------------------------------------------------ | -------------------------------------------------------- | --------------------------------------------------- |
| Herreneinzel                | Mateo Barrientos Arroyave                              | Diego Alejandro Alvarez                                  | Fabian Moreno                                       |
| Herreneinzel                | Mateo Barrientos Arroyave                              | Diego Alejandro Alvarez                                  | Fabian Andres Ardila Pabon                          |
| Dameneinzel                 | Natalia Romero Martinez                                | Margi Tatiana Ordoñez Cabrera                            | Lizeth Gioanna Benavides Tellez                     |
| Dameneinzel                 | Natalia Romero Martinez                                | Margi Tatiana Ordoñez Cabrera                            | Laura Valentina Londoño Londoño                     |
| Herrendoppel                | Fabian Andres Ardila Pabon Sergio Armando Rincon Ochoa | Mateo Barrientos Arroyave Diego Alexander Lopera Giraldo | Diego Alejandro Alvarez Juan Esteban Martinez       |
| Herrendoppel                | Fabian Andres Ardila Pabon Sergio Armando Rincon Ochoa | Mateo Barrientos Arroyave Diego Alexander Lopera Giraldo | Giovanny Castaño Sebastian Felipe Salamanca Benitez |
|                             | Margi Tatiana Ordoñez Cabrera Natalia Romero Martinez  | Laura Valentina Londoño Londoño Cristina Ramirez Morales | María Yulieth Pérez Luisa Fernanda Valero           |
| Paola Gamba Jenifer Sabogal | Margi Tatiana Ordoñez Cabrera Natalia Romero Martinez  | Laura Valentina Londoño Londoño Cristina Ramirez Morales |                                                     |
| Mixed                       | Hugo Smith Andrade Moncayo Natalia Romero Martinez     | Mateo Barrientos Arroyave Laura Melisa Sanchez Navarro   | Giovanny Stiven Pulgarin Luisa Fernanda Valero      |
| Mixed                       | Hugo Smith Andrade Moncayo Natalia Romero Martinez     | Mateo Barrientos Arroyave Laura Melisa Sanchez Navarro   | Giovanny Castaño Angie Ortiz                        |